# Заки, Мона
Мона Али Мохамед Заки (араб. منى علي محمد زكي‎; род. 18 ноября 1976, Каир) — египетская актриса.

## Биография
Мона Заки родилась 18 ноября 1976 года. До 13 лет жила в Кувейте. В возрасте 16 лет, увидев объявление режиссёра Мохаммеда Собхи о поиске новых актёров, она подала заявку, надеясь встретиться со знаменитым египетским актёром и режиссёром. Заки была выбрана Собхи и сыграла свою первую роль в его постановке «Bel Araby El Faseeh» .
Высшее образование получила на факультете массовых коммуникаций Каирского университета. За это время её познакомили с режиссёром Исмаилом Абдель Хафезом, который выбрал её для роли в сериале «El A’elah», который стал её дебютом на телевидении.
После этого актёрство стало для Моны больше, чем просто хобби, она снялась в ряде популярных телесериалов: Khalti Safiya wel Deir, Nisf Rabi' El Akhar, Ahalina, Ded El Tayyar и El Daw' El Sharid.
Вслед за телевидением она стала сниматься в кино. Среди прочих ролей она сыграла роль в фильме Джехана Садата «Дни Садата» (о президенте Египта Анваре Садате). Юной актрисе, как и остальным актёрам фильма, вручил награду президент Хосни Мубарак. Вскоре актриса стала очень популярной в Египте.

## Личная жизнь
Мона замужем за египетским актёром Ахмедом Хельми. У них трое детей: Лилли (2003 г.), Селим (2014 г.) и Юнис (2016 г.). Имеет более 5 000 000 подписчиков в своём аккаунте в Instagram.

## Фильмография
- Taranim iblis (2021)
- Crossroads (сериал, 2020-…)
- The Black Box (2020)
- The Spider (2020)
- Идеальные незнакомцы (2020)
- Years Ago (2016)
- Aswar al-Qamar (2015)
- Asia (2013)
- Welad el-Amm (2009)
- Шахерезада, расскажи мне сказку (2009)
- An el ashq wel hawa (2006)
- Халим (2006)
- Кровь газели (2005)
- Abo Ali (2005)
- Мечты о нашей жизни (2005)
- Khalty Faransa (2004)
- Men nazret ain (2004)
- Kedah okaih (2003)
- Sahar el layaly (2003)
- Мафия (2002)
- El hob el awel (2001)
- Fares daher el-kheir (2001)
- Африканец (2001)
- Ayam El-Sadat (2001)
- Omar 2000 (2000)
- Leh khaletny ahebak (2000)
- Edhak el soura tetlaa helwa (1999)
- El-katl El-laziz (1997)